# CCTV-5
CCTV-5 (tiếng Trung: 中国中央电视台体育频道), là kênh thể thao của Đài truyền hình trung ương Trung Quốc lên sóng chính thức từ ngày 1/1/1995 với thời lượng phát sóng 24/7.
Đây là kênh truyền hình chuyên biệt về thể thao. Nội dung kênh bao gồm những chương trình thể thao, trực tiếp các giải tại quốc gia như Việt Nam, Malaysia, Hàn Quốc, Indonesia, v.v...
CCTV-5 phát sóng theo tiêu chuẩn độ nét cao HD từ năm 2013. Một kênh có liên hệ với CCTV-5 là CCTV-5+ được phát sóng từ ngày 16/8/2013 trên cơ sở nâng cấp kênh truyền hình CCTV-22 (trước đó là CCTV-HD).
Ngoài ra, CCTV-5 còn được phát trên website chính thức của CCTV.

## Lịch sử hình thành
Kênh được phát sóng thử nghiệm từ ngày 1 tháng 10 năm 1994 và được phát sóng chính thức từ ngày 1 tháng 1 năm 1995, trên kênh 33 UHF tại khu vực Bắc Kinh.
Ngày 1 tháng 11 năm 1995, kênh được phát sóng trên vệ tinh AsiaSat 2, phủ sóng toàn lãnh thổ Trung Quốc, tuy nhiên một số chuơng trình, sự kiện thể thao trực tiếp vẫn được phát sóng trên 2 kênh CCTV-1 và CCTV-2.
Ngày 10 tháng 5 năm 2004, kênh CCTV-5 ngừng phát sóng analog tại Bắc Kinh và khu vực phụ cận, thay thế bằng kênh CCTV-15.
Ngày 5 tháng 9 năm 2005, kênh được phát sóng 24/24h hàng ngày.
Ngày 28 tháng 9 năm 2012. kênh CCTV-5 phiên bản độ nét cao (HD) lên sóng, nội dung được phát sóng đồng thời với phiên bản độ nét thường (SD), tuy nhiên phiên bản SD vẫn phát sóng các chuơng trình theo tỉ lệ khung hình 4:3 cho đến ngày 15 tháng 1 năm 2014.
Ngày 17 tháng 12 năm 2019, kênh CCTV-5 chính thức phát sóng trên hệ thống truyền hình kỹ thuật số mặt đất tại Ma Cao, trên vị trí kênh 79, do Teledifusão de Macau, S. A. phụ trách truyền dẫn phát sóng.

## Thời lượng phát sóng
1 tháng 10 năm 1994 - 31 tháng 12 năm 1994: 
- Trên kênh 33 tại Bắc Kinh: 19h00 - 24h00 hàng ngày (5/24h).

1 tháng 1 năm 1995 - 30 tháng 4 năm 1995:
- Trên kênh 33 tại Bắc Kinh: 12h00 - 24h00 thứ 2 và từ thứ 4 đến Chủ nhật (12/24h); 12h00 - 12h30 và 18h00 - 24h00 thứ 3 (6,5/24h).

1 tháng 5 năm 1995 - 29 tháng 11 năm 1995:
- Trên kênh 33 tại Bắc Kinh: 08h30 - 00h30 thứ 2 và từ thứ 4 đến Chủ nhật (16/24h); 08h30 - 12h30 và 18h00 - 00h30 thứ 3 (10,5/24h).

30 tháng 11 năm 1995 - 20 tháng 8 năm 1996:
- Trên kênh 33 tại Bắc Kinh và phủ sóng qua vệ tinh: 08h30 - 00h30 thứ 2 và từ thứ 4 đến Chủ nhật (16/24h); 08h30 - 13h00 và 17h00 - 00h30 thứ 3 (12/24h) (ngoại trừ trong thời gian diễn ra Euro 1996 và Olympic 1996).

21 tháng 8 năm 1996 - 17 tháng 12 năm 2000:
- Trên kênh 33 tại Bắc Kinh và phủ sóng qua vệ tinh: 08h30 - 00h30 hàng ngày (16/24h) (ngoại trừ trong thời gian diễn ra World Cup 1998, Euro 2000 và Olympic 2000).

18 tháng 12 năm 2000 - 4 tháng 9 năm 2005:
- Trên kênh 33 tại Bắc Kinh (đến ngày 9 tháng 5 năm 2004) và phủ sóng qua vệ tinh: từ 05h55 hàng ngày.

5 tháng 9 năm 2005 - nay: 24/24h hàng ngày.